# Amata monticola
Amata monticola is een vlinder uit de familie spinneruilen (Erebidae), onderfamilie beervlinders (Arctiinae). De wetenschappelijke naam van de soort is voor het eerst geldig gepubliceerd in 1910 door Aurivillius.
Deze nachtvlinder komt voor in tropisch Afrika.